# Alfred E. Green
Pour les articles homonymes, voir Green.
Alfred E. Green est un réalisateur et acteur américain né le 11 juillet 1889 à Perris, en Californie, et mort le 4 septembre 1960 à Hollywood. Il est le père du réalisateur Hilton A. Green.

## Filmographie

### Comme réalisateur
- 1916 : The Temptation of Adam
- 1917 : The Princess of Patches
- 1917 : Little Lost Sister
- 1917 : The Lad and the Lion
- 1917 : The Friendship of Beaupere
- 1919 : The Web of Chance
- 1920 : Silk Husbands and Calico Wives
- 1920 : Blind Youth
- 1920 : A Double-Dyed Deceiver
- 1920 : The Man Who Had Everything
- 1920 : Just Out of College
- 1921 : Par l'entrée de service (Through the Back Door)
- 1921 : Le Petit Lord Fauntleroy (Little Lord Fauntleroy)
- 1922 : Come on Over
- 1922 : The Bachelor Daddy
- 1922 : Notre premier citoyen (en)
- 1922 : La Fin des fantômes (The Ghost Breaker)
- 1922 : The Man Who Saw Tomorrow
- 1922 : La Belle Revanche (Back Home and Broke)
- 1923 : The Ne'er-Do-Well
- 1923 : Woman-Proof
- 1924 : Calomnie (Pied Piper Malone)
- 1924 : In Hollywood with Potash and Perlmutter
- 1924 : Inez from Hollywood
- 1925 : Sally
- 1925 : The Talker
- 1925 : The Man Who Found Himself
- 1926 : The Girl from Montmartre
- 1926 : Irene
- 1926 : Si tu vois ma nièce (Ella Cinders)
- 1926 : It Must Be Love
- 1926 : Jeux d'héritières (Ladies at Play)
- 1927 : The Auctioneer
- 1927 : Non ! Pas possible ? (Is Zat So?)
- 1927 : Two Girls Wanted
- 1927 : Come to My House
- 1928 : Honor Bound (en)
- 1929 : Making the Grade
- 1929 : Disraeli
- 1930 : La Déesse rouge (The Green Goddess)
- 1930 : The Man from Blankley's
- 1930 : Sweet Kitty Bellairs
- 1930 : Old English
- 1931 : Men of the Sky
- 1931 : Le Beau Joueur (Smart Money)
- 1931 : La Route de Singapour (The Road to Singapore)
- 1932 : Gare centrale (Union Depot)
- 1932 : It's Tough to Be Famous
- 1932 : The Rich Are Always with Us
- 1932 : The Dark Horse
- 1932 : Valet d'argent (Silver Dollar)
- 1933 : The Road Is Open Again
- 1933 : Le Parachutiste (Parachute Jumper)
- 1933 : Le Signal (Central Airport) de William A. Wellman
- 1933 : Liliane (Baby Face)
- 1933 : Un coin perdu (The Narrow Corner)
- 1933 : J'aimais une femme (en) (I Loved a Woman)
- 1934 : Dark Hazard (en)
- 1934 : Comme la Terre tourne (en) (As the Earth Turns)
- 1934 : La Joyeuse Famille (en) (The Merry Frinks)
- 1934 : Femme d'intérieur (Housewife)
- 1934 : Sa dernière chance (en) (Side Streets)
- 1934 : A Lost Lady
- 1934 : Gentlemen Are Born
- 1935 : Douce Musique (en) (Sweet Music)
- 1935 : Une femme dans la rue (The Girl from 10th Avenue)
- 1935 : Le Mirage de l'amour (Here's to Romance)
- 1935 : Ruses (en) (The Goose and the Gander)
- 1935 : L'intruse (Dangerous)
- 1936 : Colleen (en)
- 1936 : La Flèche d'or (The Golden Arrow)
- 1936 : L'Amour au volant (en) (They Met in a Taxi)
- 1936 : Le Billet fatal (Two in a Crowd)
- 1936 : L'École des secrétaires (More Than a Secretary)
- 1937 : Nous marions-nous ? (en) (Let's Get Married)
- 1937 : Les Compagnons de la peur (en) (The League of Frightened Men)
- 1937 : Monsieur Dodd prend l'air (Mr. Dodd Takes the Air)
- 1937 : Le Jockey rouge (Thoroughbreds Don't Cry)
- 1938 : La Faute d'un père (Ride a Crooked Mile)
- 1938 : Le Duc de West Point (The Duke of West Point)
- 1939 : Le Roi du Turf (en) (King of the Turf)
- 1939 : L'Affaire Gracie Allen (en) (The Gracie Allen Murder Case)
- 1939 : Les Aiglons (en) (20,000 Men a Year)
- 1940 : Les Fous chantants (en) (Shooting High)
- 1940 : Pago Pago, île enchantée (South of Pago Pago)
- 1940 : L'Or noir (en) (Flowing Gold)
- 1940 : Tête chaude (East of the River)
- 1941 : Aventure à Washington (en) (Adventure in Washington)
- 1941 : L'Enfer du Dakota (en) (Badlands of Dakota)
- 1942 : Meet the Stewarts
- 1942 : Au coin de la Quarante-Quatrième rue (The Mayor of 44th Street)
- 1943 : Rendez-vous à Berlin (en) (Appointment in Berlin)
- 1943 : There's Something About a Soldier (en)
- 1944 : Monsieur Winkle s'en va-t-en guerre (Mr. Winkle Goes to War)
- 1944 : L'Homme dans l'ombre (en) (Strange Affair)
- 1945 : Aladin et la Lampe merveilleuse (A Thousand and One Nights)
- 1946 : Les Belles Marinières (en) (Tars and Spars)
- 1946 : Le Roman d'Al Jolson (The Jolson Story)
- 1947 : Les Magiciens du swing (The Fabulous Dorseys)
- 1947 : Copacabana
- 1948 : Le Destin du fugitif (Four Faces West)
- 1948 : The Girl from Manhattan
- 1949 : L'Indésirable Monsieur Donovan (Cover Up)
- 1950 : The Jackie Robinson Story
- 1950 : Sierra
- 1951 : Two Gals and a Guy
- 1952 : Invasion U.S.A.
- 1953 : Paris Model
- 1953 : The Eddie Cantor Story (en)
- 1954 : Top Banana (en)

### Comme acteur
- 1910 : Pride of the Range de Francis Boggs
- 1913 : Until the Sea... de Colin Campbell
- 1913 : A Dip in the Briney de Colin Campbell
- 1914 : On the Breast of the Tide de Colin Campbell
- 1916 : The Crisis de Colin Campbell
- 1926 : Si tu vois ma nièce (Ella Cinders) de lui-même